# Kreuzzug-Reihe
Die Kreuzzug-Reihe ist eine dreiteilige Serie von Computerspielen des slowenischen Entwicklungsstudios Arxel Tribe rund um das Thema der Kreuzzüge. Sie umfasst die Spiele Pilgrim, Die Legende des Propheten und des Mörders sowie Das Geheimnis von Alamut.

## Pilgrim
Das Spiel ist ein typisches Point-and-Click-Adventure. Die Figuren sind gezeichnet. Man spielt aus der Sicht der Spielfigur und bewegt sich mittels eines als Pfeil stilisierten Cursors durch die Spieloberfläche. Drehbewegungen sind jeweils in einem Winkel von 90° möglich. Sind auf der Oberfläche Interaktionen möglich, verändert sich der Cursor entsprechend (zu einem Pfeil für eine Tür oder einer Hand, um etwas aufnehmen zu können oder mit jemandem zu sprechen). Im Spiel gibt es etliche Möglichkeiten zu sterben. Findet man den Tod, ist das Spiel zu Ende und setzt am letzten gespeicherten Punkt von Neuem an.
Im Inventar befindet sich ein interaktives Lexikon, mit dem man sich über die Geschichte der Kreuzzüge und das Mittelalter informieren kann. Benutzte bzw. aufgenommene Gegenstände und Personen und Objekte, mit denen man interagiert hat, werden als Piktogramm dargestellt. Es gibt eine Vielzahl von Möglichkeiten zur Interaktion, wobei man die Piktogramme des Inventars per Mausklick markieren und diese dann mit einer Person oder einem Objekt auf dem Spielbildschirm benutzen kann.
Das Design und die Charaktere stammen von Moebius, dem Schöpfer von Blueberry und Der Incal.

### Handlung
Frankreich im Jahre 1208. Der junge Gelehrte Simon de Lancrois gelangt in den Besitz eines geheimnisvollen Manuskriptes, das einst ein Tempelritter von einem Kreuzzug mitbrachte. Das Buch gehörte seinem Vater, von dem er nun den Auftrag erhält, die Schrift nach Compostela zu einem seiner Vertrauten zu bringen. Simon macht sich daraufhin auf den beschwerlichen Weg über die Pyrenäen – ohne zu wissen, dass Papst Innozenz III., dem das Papier eminent wichtig ist, ihm bereits den Großinquisitor Diego d’Osma hinterhergeschickt hat, um Simon abzufangen.

## Die Legende des Propheten und des Mörders
Das Spiel ist eigentlich der erste Teil eines Zweiteilers und bildet mit Das Geheimnis von Alamut eine abgeschlossene Handlung.
Das Spiel ist ein reines Grafik-Adventure im Point & Click - Stil, man agiert aus Sicht der Hauptfigur heraus. Der Spielbildschirm ist diesmal eine 360° - Umgebungsanimation, durch die man hindurch fährt, indem man den Cursor in Richtung des Bildschirmrandes bewegt. Mögliche Interaktionen werden durch eine Veränderung des Cursors angezeigt. Bei möglichen Bewegungsrichtungen wird der Cursor zu einem Richtungspfeil, bei Dialogmöglichkeiten mit Personen zu einer Sprechblase und zu einer Hand, wenn Gegenstände aufgenommen oder benutzt werden können. Im Spiel gibt es viele Möglichkeiten des Sterbens, daher sollten alle Schritte genauestens überlegt sein.

### Handlung
Im Orient des 13. Jahrhunderts. Der Spieler schlüpft in die Rolle von Tankred de Nèrac, einem abtrünnigen französischen Tempelritter, der zum Wegelagerer geworden ist. Tankred ist inzwischen geläutert und beschließt, den Propheten Simon de Lancrois aufzusuchen. Doch in der Stadt Jebus angekommen, wo Simon leben soll, erfährt er, dass de Lancrois die Bürger belogen und betrogen hat. Tankred – nun als Ay-Sayf unterwegs – bricht daraufhin in die Wüste auf und macht sich auf die Suche nach dem falschen Propheten, um ihn zur Rede zu stellen.

## Das Geheimnis von Alamut
Das Spiel ist eine Fortsetzung von Die Legende des Propheten und des Mörders. Die Aufmachung des Spieles entspricht der des Vorgängers. Der gesuchte Prophet Simon de Lancrois ist in diesem Fall die Hauptfigur des Spiels Pilgrim gewesen.

### Handlung
1257 im Orient. Das Spiel setzt dort an, wo der Vorgänger aufgehört hat. Tankred ist immer noch auf der Suche nach dem abtrünnigen Propheten Simon de Lancrois. Dies führt ihn vor die Tore der Festung Alamut, eines Bollwerks der Assassinen. Tankred hat keine andere Chance, als hineinzugelangen und den tödlichen Fallen zu entkommen, um Simon nicht aus den Augen zu verlieren. Die Jagd geht schließlich weiter über das Kloster der Heiligen Katharina bis zum Berg Moses – doch was Tankred nicht weiß: er leidet an einer tödlichen Krankheit.